# Ziauddin Pur
Ziauddin Pur é uma vila no distrito de North East, no estado indiano de Deli.

## Demografia
Segundo o censo de 2001, Ziauddin Pur tinha uma população de 48 028 habitantes. Os indivíduos do sexo masculino constituem 54% da população e os do sexo feminino 46%. Ziauddin Pur tem uma taxa de literacia de 67%, superior à média nacional de 59,5%: a literacia no sexo masculino é de 73% e no sexo feminino é de 59%. Em Ziauddin Pur, 17% da população está abaixo dos 6 anos de idade.